# Plagiomimicus expallidus
Plagiomimicus expallidus är en fjärilsart som beskrevs av Augustus Radcliffe Grote 1882. Plagiomimicus expallidus ingår i släktet Plagiomimicus och familjen nattflyn. Inga underarter finns listade i Catalogue of Life.